# Maximilian zu Wied
Maximilian Alexander Philipp zu Wied (23. september 1782 – 3. februar 1867) var fyrste af fyrstedømmet Wied-Neuwied i nærheden af Koblenz, rhinsk Preussen.:328 
Hans interesse for indianske folkeslag førte ham først til Brasilien og siden til USA. Maximilian zu Wieds illustrerede storværk om sin rejse, oplevelser og etnografiske studier i det indre af USA er udkommet i flere udgaver, og det er en uomgængelig klassiker for alle med en interesse for prærieindianerne ved Upper Missiouri River.:329 

## Opvæksten og voksenårene frem til 1814
Maximilian havde syv ældre søskende, heraf én storebror. Hans far var fyrst Friedrich Karl zu Wied.:328 
Som elev af Johan Friedrich Blumenbach blev den unge Maximilians faglige interesse ført i retning af studiet af mennesket i dets oprindelige tilstand.:328 
Med Napoleon ved magten i Frankrig kunne Maximilian ikke umiddelbart forfølge sin interesse, men tjente ved den preussiske hær. Under slaget ved Jena i 1806 blev han taget til fange af franskmændene, men siden udvekslet. Ved Napoleons fald i 1814 deltog han i hærens indmarch i Paris:328  som dekoreret generalmajor.:10 

## Rejsen til Brasilien
Fra 1815 til 1817 studerede Maximilian kyst-indianerne i Brasilien og beskrev også områdets dyre- og planteliv. Jægeren og konservatoren David Dreidoppel fulgtes med ham.:1  Maximilians bog ”Reise nach Brasilien in den Jahren 1815 bis 1817” (udgivet 1820 og 1821) blev snart oversat, bl.a. til engelsk, og værket gjorde ham internationalt kendt.:328 

## Rejsen i det indre af Nordamerika
Maximilian kunne først realisere et ønske fra 1803 om at rejse til USA i 1832 for at lære om de nord-amerikanske naturfolk.:3  Kunstneren Karl Bodmer skulle dokumentere hele ekspeditionen med sin pensel og palet, mens Dreidoppels job atter var at skaffe og udstoppe eksemplarer af det sete dyreliv.:1 
Med skib fra Rotterdam gik kursen mod Boston den 17. maj 1832. Maximilian og hans ledsagere drog snart videre vestpå fra den amerikanske østkyst via Ohio River.:3 
I april 1833 sejlede de med American Fur Companys hjuldamper Yellowstone og siden en mindre sejlbåd op til pelskompagniets handelsstation Fort McKenzie ved Upper Missouri River i Montana. Her tilbragte de seks uger.
Første stop på tilbagevejen var Fort Union, som de nåede den 29. september.:297  Næste ophold var i handelsstationen Fort Clark 200-300 meter fra mandan-byen Mitutanka (kaldt Mih-tutta-hang-kusch af Maximilian) i North Dakota, hvor de blev fra den 8. november og hele vinteren igennem.:4  Efter at være kommet over en alvorlig og månedlang sygdom var Maximilian rask nok til at forlade fortet den 18. april 1834 sammen med Bodmer og Dreidoppel.:451 
Med St. Louis som mellemstation nåede de tre New York i sommeren 1834 og påbegyndte turen tilbage til Europa den 16. juli.:5 

## Besøgte indianerstammer
Under sin ekspedition kom Maximilian i kort kontakt med bl.a. missouri-, oto- og ponca-indianere.:  Fyrsten besøgte den fængslede sac-høvding Black Hawk i Jefferson Barracks, Missouri.:14  Ved ankomsten til Fort McKenzie havde en lejr piegan-sortfødder stillet deres tipier op tæt ved fortet. Både assiniboiner og plains crees besøgte Fort Union under ekspeditionens ophold i denne handelsstation. :158 
Gennem vinteren 1833-1834 lærte Maximilian meget om mandanernes skikke og ceremonier og også om hidatsaerne lidt nordpå. Den tyske forsker lod sig imponere af mandan-høvding Four Bears, der jævnligt besøgte ham i fortet.:198  Maximilian noterede byindianernes ængstelse over en helt usædvanlig mængde stjerneskud natten til den 13. november 1833,:177  og han skrev i det hele taget om dagliglivet og hændelserne i og omkring fortet og indianerbyen.

## Det store værk om ekspeditionen
De første år efter hjemkomsten sammensatte fyrsten teksten om sin ekspedition, hvori han gav fyldige beskrivelser af både mennesker, landskaber, plante- og dyreliv. Værket udkom i to bind i årene 1839 – 1841 under titlen ”Reise in das innere Nord-America in den Jahren 1832 bis 1834”.:329  I Paris arbejdede Karl Bodmer på de ledsagende farve-illustrationer, der blev trykt som et separat bind.:8 
Værket var dyrt at fremstille, og udgivelsen løb ikke rundt økonomisk.:8  Modsat var dets etnografiske værdi betragtelig, da det dokumenterede flere oprindelige livsstile, der ville undergå store forandringer de næste årtier. Maximilians detaljerede og alsidige informationer om mandanerne var specielt værdifulde, for stammen var næsten blevet udryddet under en koppe-epidemi kun tre år efter hans afrejse.:328 
Værket udkom i både en fransk og en engelsk udgave i starten af 1840erne.:7 

## De sidste år
Maximilian beholdt sin interesse for fremmede folkeslag livet ud.:18  Kort før sin død kom han en miskrediteret George Catlin til hjælp i 1866 ved at bekræfte rigtigheden af dennes fremstilling af mandanernes okipa-ceremoni.:vii 

## Maximilians samlinger fra ekspeditionen
Joslyn Art Museum i Omaha, Nebraska, har flere af forskerens efterladte papirer.:329 
American Museum of Natural History erhvervede Maximilians zoologiske samling.:329 
Andre effekter indsamlet af Maximilian, bl.a. et bisonskind med tegninger lavet af høvding Four Bears, findes på Linden-Museum i Stuttgart, Tyskland.:220 